# Alpeis
Alpeis (grec: Άλπεις) és una pel·lícula de drama psicològic grega de 2011 dirigida per Iorgos Lànthimos, produït per Athina Rachel Tsangari i Lànthimos, i escrit per Lanthimos i Efthimis Filippou. Protagonitzada per Angeliki Papoulia, Aris Servetalis, Johnny Vekris, i Ariane Labed. La pel·lícula es va estrenar en competició a la 68a Mostra Internacional de Cinema de Venècia, on va guanyar el Premi Osella al millor guió, i també va guanyar el Premi Oficial de la Competició de Noves Direccions en Cinema al Festival de Cinema de Sydney de 2012.

## Argument
Una gimnasta rítmica practica una rutina configurada amb la Carmina Burana de Carl Orff. Després, li diu a la seva entrenadora que preferiria fer servir una cançó pop, però ella diu que no està preparada per al pop i amenaça amb trencar-li els braços i les cames si li torna a preguntar. Ella es disculpa.
Alps, una organització inusual i secreta de la qual formen part la gimnasta i el seu entrenador, té les seves reunions al gimnàs on practica la gimnasta. Per una quota, Alps farà que un dels seus quatre membres actuï com a "substitut" d'una persona recentment morta durant les visites amb els seus éssers estimats per ajudar amb el procés de dol. A més de la gimnasta i el seu entrenador (que tria "Matterhorn" com a sobrenom), els únics altres membres del grup són una infermera de l'hospital ("Mont Rosa") i una EMT ("Mont Blanc").
Mont Blanc, el líder dominant i detallista dels Alps, tracta una jove jugadora de tennis que ha patit un greu accident de cotxe i no s'espera que visqui. Comenta el cas amb Mont Rosa, que forma part de l'equip d'atenció de la tenista a l'hospital, i la infermera, que té poques obligacions a part de cuidar el seu pare vell i vidu, comença a estudiar l'adolescent per recollir informació que millori la substitució que es pugui produir. La gimnasta intenta mantenir-se en el costat bo del Mont Blanc perquè pugui substituir la tenista després de la seva passada, però Mont Rosa comença a sentir-se lligada i li diu a la nena i als seus pares que sobreviurà. La tenista mor, i Mont Rosa ofereix els seus serveis als pares afligits, mentre diu a la resta dels Alps que la noia s'ha recuperat.
Alguns dels clients d'Alps són: un home que plora un vell amic; una dona cega el marit de la qual ha mort; i el propietari d'una botiga de llums, que ha perdut la seva xicota diabètica. La clientela instrueix als membres dels Alps sobre què han de vestir, fer i dir, i construeix escenaris i recreacions que de vegades es creuen en un territori emocionalment íntim, encara que les interaccions solen ser sense emocions i transaccionals. Tot i que les relacions sexuals amb clients estan prohibides, Matterhorn besa regularment a la dona cega i Mont Rosa té relacions sexuals amb el propietari de la botiga de llums.
Mont Rosa visita els pares de la tennista subreptíciament diverses vegades, aprenent a actuar com la nena. Fins i tot la fan representar una escena amb el xicot de la noia morta, després de la qual Mont Rosa porta el nen a la casa on viu amb el seu pare i dorm amb ell. Els altres membres d'Alps augmenten les seves sospites quan Mont Rosa no es presenta a les seves reunions i menteix sobre el seu parador, de manera que Mont Blanc la segueix a casa de la tennista i descobreix la veritat. Arregla reunir-se amb Monte Rosa al gimnàs i, després de colpejar-la a la cara amb un dels clubs d'entrenament de la gimnasta, l'expulsa del grup i fa que la gimnasta prengui el seu paper de tennista.
Després de cosir la ferida a la galta, Mont Rosa torna a casa. Li pregunta al seu pare sobre l'actor i cantant favorit de la seva mare morta abans d'intentar fondre'l, i ell la dona una bufetada. Aleshores, visita una sala de ball que abans havia patrocinat amb el seu pare i intenta ballar de manera agressiva amb la seva parella de ball i la seva nova xicota, sense parar fins i tot després que la dona hagi caigut a terra.
Finalment, Mont Rosa torna a casa de la tennista. Quan ningú respon a la porta principal, ella trenca una porta corredera de vidre, activant una alarma. Va a l'habitació de la tenista i es posa al llit, però, just després de posar-se sota les cobertes, entren els pares de la tenista, i el pare, amb Mont Rosa repetint maníacament les línies de la seva escena amb el xicot de la tenista, la fa fora a la força. Els pares baixen una persiana metàl·lica sobre la porta corredissa de vidre, deixant Mont Rosa remenant al pati.
La gimnasta interpreta amb elegància "Popcorn", mentre Matterhorn mira amb orgull. Després d'acabar, corre als seus braços i li diu que és el millor entrenador del món, fent-se ressò d'un moment estrany i sadomasoquista anterior. El seu somriure s'esvaeix.

## Repartiment
- Angeliki Papoulia com a infermera, també conegut com "Mont Rosa"
- Aris Servetalis com a EMT, també conegut com "Mont Blanc"
- Johnny Vekris com a entrenador de gimnàstica, també conegut com "Matterhorn"
- Ariane Labed com a gimnasta
- Maria Kyrozi com a jugadora de tennis
- Sotiris Papastamatiou com el pare del tennista
- Tina Papanikolaou com a mare de la tennista
- Stavros Psyllakis com el pare de la infermera
- Fotis Zahos com a amic de Zahos
- Eftychia Stefanidou com la dona cega
- Efthimis Filippou com a propietari de la botiga de llums
- Konstadina Papoulia com a xicota del pare de la infermera
- Nikos Galgadis com a xicot del tennista

## Producció
Iorgos Lànthimos i Efthimis Filippou van desenvolupar la premissa de la pel·lícula a partir de la idea de persones que al·leguen alguna cosa que es fabriquen, per exemple mitjançant trucades de broma o anunciant la seva pròpia mort, i la història va prendre forma mentre intentaven trobar un escenari que creien que podria funcionar bé cinematogràficament. Lànthimos considera que Alpeis és tot el contrari de la seva pel·lícula anterior, dient que Kynodontas (2009) "és la història d'una persona que intenta escapar d'un món fictici. Alpeiss tracta d'una persona que intenta entrar en un món fabricat."
La pel·lícula va ser produïda per la productora Athina Rachel Tsangari, la productora Haos Film, que abans havia produït la pel·lícula de 2005 de Lanthimos Kinetta. El pressupost incloïa finançament del Centre de Cinema Grec.
El rodatge va començar l'octubre de 2010. Algunes escenes es van crear al plató i alguns diàlegs van ser improvisats pels actors.

## Recepció
Alpeis es va estrenar el 3 de setembre de 2011 en competició al 68a Mostra Internacional de Cinema de Venècia. Lee Marshall de Screen Daily la va anomenar "una mena de Kynodontas 2", escrivint que "el públic urbà culte que es va entusiasmar per la puresa estranya d'aquesta pel·lícula pot sentir una lleugera sensació de déjà vu aquí". Marshall va continuar dient que "Hollywood podria haver creat un melodrama o un thriller amb el mateix material, i aquí hi ha ressò d'alguna de la fascinació d'Hitchcock pels substituts, de Roger Thornhill/George. Kaplan de Perseguit per la mort a la Madeleine/Carlotta de Vertigen (D'entre els morts). Però Alpeiss és tan intrigant pel que es nega a explicar ... També és una pel·lícula que aconsegueix combinar la comèdia absurda amb la tragèdia desolada, un desig anhelant de calor humà amb brots de violència sobtada, tot tot mantenint un control impressionant del to."
Roger Ebert va donar a la pel·lícula dues estrelles i mitja sobre quatre, trobant el significat temàtic de la pel·lícula difícil de discernir. Va concloure que, tot i que Alpeis "és provocadora i desafiant, és tan completament autònom que no té cap benefici emocional particular... Alpeiss té l'efecte d'un exercici estèril."

### Reconeixements
| Premi                                     | Categoria                   | Resultat  |
| ----------------------------------------- | --------------------------- | --------- |
| Festival de Cinema de Venècia             | Premi Osella al millor guió | Guanyador |
| Festival de Cinema de Venècia             | Lleó d'or                   | Nominat   |
| Festival de Cinema de Sydney              | Premi Oficial del Concurs   | Guanyador |
| Festival Internacional de Cinema de Sofia | Menció especial             | Guanyador |